# Plaques de matrícula d'Itàlia

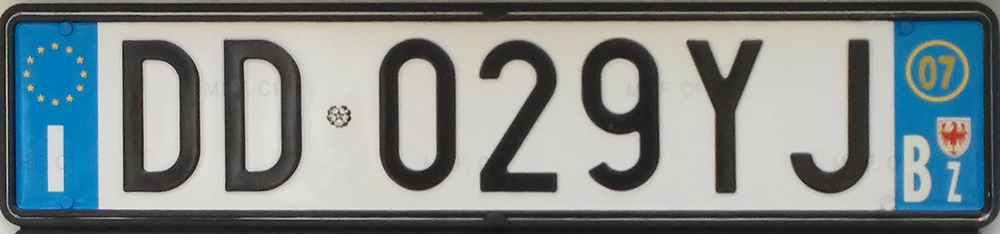
Matrícula actual amb l'any de matriculació (07) i el codi i escut de la regió del Trentino - Alto Adige (Bz).

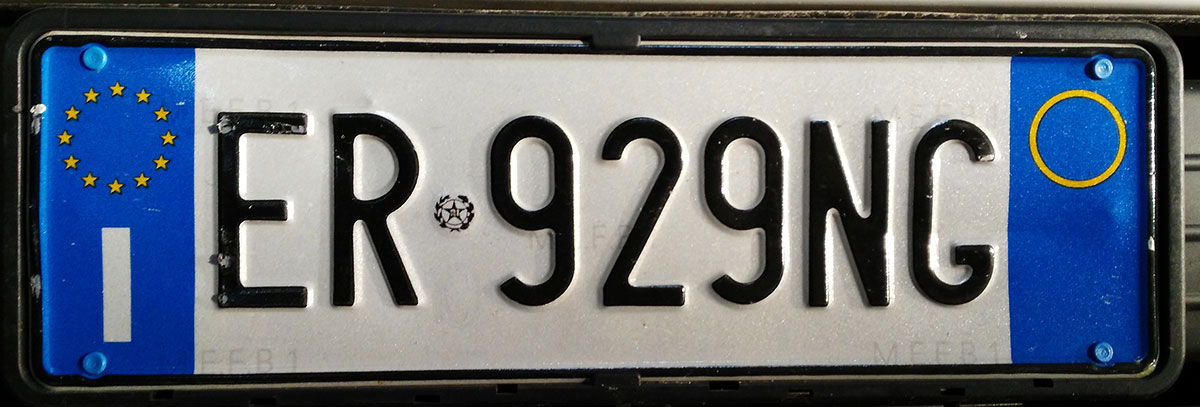
Model de placa davantera on no s'indica ni any ni codi regional.

Les plaques de matrícula dels vehicles d'Itàlia segueixen des del 1994 una combinació alfanumèrica formada per dues lletres, un espai i tres xifres seguides de dues lletres (per exemple, AB 123CD) de color negre sobre un fons blanc i que s'adjudica aleatòriament. Les mides de la placa del darrere són de 520 mm x 110 mm, mentre les del davant són de 360 mm × 110 mm.
El model segueix el format comú a la resta de plaques de la Unió Europea, pel que també porta la franja blava a l'extrem esquerre amb les estrelles en cercle de la UE i el codi internacional del país, I. Però a partir del 13 de gener de 1999 s'hi introduir una altra franja a la dreta on s'indica en xifres grogues dins un cercle l'any de la primera matriculació i a sota, el codi de la província de residència del propietari. L'any i el codi de la província poden ser adhesius i aplicar-se generalment en el moment de la inscripció del vehicle o, si s'escau, lliurar-ho al propietari juntament amb el certificat de registre del vehicle.
De les 26 lletres de l'alfabet llatí s'utilitzen totes excepte la I, O, Q i U.

## Tipografia
Itàlia utilitza una font basada en la DIN 1451, tot i que els caràcters són més lleugers i estrets del que estableix la norma. Les principals modificacions són:
- La part superior del 3 és plana amb el traç de connexió amb la part central en diagonal.
- El pal vertical del 4 és més curt.
- El pal superior del 5 és més curt i la seva connexió es fa en diagonal.
- El 6 i el 9 seguiexen la segona variant que estableix la norma per aquestes xifres.
- El 7 no porta serifa a la part superior esquerra.
- L'esperó horitzontal de la G està considerablement per sota de la línia mitjana.
- La M i la W es redueixen considerablement, amb els dos vèrtexs centrals acabats per sota de la línia mitjana, semblant una la inversa de l'altra.

## Codificació
Els codis provincials estan en majúscules, excepte en els casos de les províncies autònomes de Bolzano/Bozen (Bz), Trento (Tn) i de la regió autònoma de la Vall d'Aosta (Ao), que porten l'escut sobre la segona lletra al gaudir d'un estatut especial.
La següent taula mostra els codis provincials actuals que es mostren a la franja dreta de les matrícules.
| Codi | Província             | Codi | Província         | Codi | Província       | Codi | Província      | Codi | Província            |
| ---- | --------------------- | ---- | ----------------- | ---- | --------------- | ---- | -------------- | ---- | -------------------- |
| AG   | Agrigento             | CH   | Chieti            | LC   | Lecco           | PD   | Padova         | SP   | La Spezia            |
| AL   | Alessandria           | CI   | Carbonia-Iglesias | LE   | Lecce           | PE   | Pescara        | SR   | Siracusa             |
| AN   | Ancona                | CL   | Caltanissetta     | LI   | Livorno         | PG   | Perugia        | SS   | Sassari              |
| Ao   | Valle d'Aosta         | CN   | Cuneo             | LO   | Lodi            | PI   | Pisa           | SV   | Savona               |
| AP   | Campobasso            | CO   | Como              | LT   | Latina          | PN   | Pordenone      | TA   | Taranto              |
| AQ   | L'Aquila              | CR   | Cremona           | LU   | Lucca           | PO   | Prato          | TE   | Teramo               |
| AR   | Arezzo                | CS   | Cosenza           | MB   | Monza e Brianza | PR   | Parma          | Tn   | Trento               |
| AT   | Asti                  | CT   | Catania           | MC   | Macerata        | PT   | Pistoia        | TO   | Torino               |
| AV   | Avellino              | CZ   | Catanzaro         | ME   | Messina         | PU   | Pesaro-Urbino  | TP   | Trapani              |
| BA   | Bari                  | EN   | Enna              | MI   | Milano          | PV   | Pavia          | TR   | Terni                |
| BG   | Bergamo               | FC   | Forli-Cesena      | MN   | Mantova         | PZ   | Potenza        | TS   | Trieste              |
| BI   | Biella                | FE   | Ferrara           | MO   | Modena          | RA   | Ravenna        | TV   | Treviso              |
| BL   | Belluno               | FG   | Foggia            | MS   | Massa-Carrara   | RC   | Regio Calabria | UD   | Udine                |
| BN   | Benevento             | FI   | Firenze           | MT   | Matera          | RE   | Reggio Emilia  | VA   | Varese               |
| BO   | Bologna               | FM   | Fermo             | NA   | Napoli          | RG   | Ragusa         | VB   | Verbano-Cusio-Ossola |
| BR   | Brindisi              | FR   | Frosinone         | NO   | Novara          | RI   | Rieti          | VC   | Vercelli             |
| BS   | Brescia               | GE   | Genova            | NU   | Nuoro           | RN   | Rimini         | VE   | Venezia              |
| BT   | Barletta-Andria-Trani | GO   | Gorizia           | OG   | Ogliastra       | RO   | Rovigo         | VI   | Vicenza              |
| Bz   | Bolzano/Bozen         | GR   | Grosseto          | OR   | Oristano        | Roma | Roma           | VR   | Verona               |
| CA   | Cagliari              | IM   | Imperia           | OT   | Olbia-Tempio    | SA   | Salerno        | VS   | Medio Campidano      |
| CB   | Campobasso            | IS   | Isernia           | PA   | Palermo         | SI   | Siena          | VT   | Viterbo              |
| CE   | Caserta               | KR   | Crotone           | PC   | Piacenza        | SO   | Sondrio        | VV   | Vibo Valentia        |

## Tipus

### Motocicletes
Les motocicletes utilitzen una combinació diferent de la dels automòbils. Aquesta consisteix en només dues lletres seguides de cinc xifres (AB 12345), totes aleatòries. En ser una placa quadrada, les franges blaves només ocupen la meitat superior juntament amb les lletres i la inferior és ocupada per les cinc xifres.

### Carabinieri
Els vehicles del cos de Carabinieri utilitzen el mateix tipus de matrícula especial de la resta de cossos de l'exèrcit, portant les lletres CC en vermell davant de la combinació alfanumèrica en negre i tot ell sobre un fons blanc.

### Diplomàtiques
Els vehicles diplomàtics porten des del 1984 unes plaques amb caràcters blaus i negres sobre un fons blanc. La numeració es compon de les inicials CD (Cos Diplomàtic) o CC (Cos Consular) de color blau seguides de tres xifres en negre i dues lletres (per exemple CC 123 AC). Aquestes dues lletres finals són les que indiquen la missió diplomàtica a la qual pertany el vehicle i no corresponen a cap acrònim sinó que són assignades per ordre geogràfic (a partir d'Europa (A a D) i continuant amb Àsia (G a L), Àfrica (N a Q), Amèrica (S per al nord, T per al centre i U per al sud) i Oceania (Z), reservant alguns codis especials (X). Les xifres són una combinació aleatòria.
Com a curiositat, porten el segell de la República Italiana i el "I" dins l'oval a la part superior de la placa. El 1992 es va reduir lleugerament l'amplada de 115 mm a 109 mm (per 340 mm d'allargada). El 1995 hi va haver un lleuger canvi en el nombre de xifres, passant a quatre, tot i que el sistema de numeració i l'aparença no ha canviat. En qualsevol cas, aquestes plaques són molt estranyes de veure, sent majoria les que porten tres xifres.

### Taxis
Els taxis porten el mateix tipus de matrícula que la resta d'automòbils.

## Història

### 1901-1905
Amb el Reial Decret de 28 d'agost de 1901 es preveu l'obligatorietat per equipar tots els vehicles que circulen d'una placa de metall que informés, en la seva totalitat i ben visible, del nom de la província i el número de la llicència expedida per la Prefectura. D'aquesta època encara hi ha dues còpies, una, GENOVA 83 en un Fiat de 1899 es conserva al Museu de Torí i l'altre, PADUA 2 al Museu de Ciència i Tecnologia a Milà.

### 1905-1927
El sistema anterior es va abandonar degut a la gran popularitat de l'automòbil. D'aquesta manera les plaques passaren a portar un codi numèric, en vermell, que indicava la província seguit del codi de registre del vehicle, aquest en color negre (exemple, 38 256)
El següent llistat mostra el codi assignat a cadascuna de les 69 províncies del període 1905-1927:
- 1 - Alessandria
- 2 - Ancona
- 3 - Aquila
- 4 - Arezzo
- 5 - Ascoli
- 6 - Avellino
- 7 - Bari
- 8 - Belluno
- 9 - Benevento
- 10 - Bergamo
- 11 - Bologna
- 12 - Brescia
- 13 - Cagliari
- 14 - Caltanissetta
- 15 - Campobasso
- 16 - Caserta
- 17 - Catania
- 18 - Catanzano
- 19 - Chieti
- 20 - Como
- 21 - Cosenza
- 22 - Cremona
- 23 - Cuneo
- 24 - Ferrara
- 25 - Florència
- 26 - Foggia
- 27 - Forlì
- 28 - Gènova
- 29 - Girgenti
- 30 - Grosseto
- 31 - Lecce
- 32 - Livorno
- 33 - Lucca
- 34 - Macerata
- 35 - Mantova
- 36 - Massa
- 37 - Messina
- 38 - Milà
- 39 - Modena
- 40 - Nàpols
- 41 - Novara
- 42 - Padova
- 43 - Palerm
- 44 - Parma
- 45 - Pavia
- 46 - Perugia
- 47 - Pesaro
- 48 - Piacenza
- 49 - Pisa
- 50 - Porto Maurizio
- 51 - Potenza
- 52 - Ravenna
- 53 - Reggio Calabria
- 54 - Reggio Emilia
- 55 - Roma
- 56 - Rovigo
- 57 - Salerno
- 58 - Sassari
- 59 - Siena
- 60 - Siracusa
- 61 - Sondrio
- 62 - Teramo
- 63 - Torí
- 64 - Trapani
- 65 - Treviso
- 66 - Udine
- 67 - Venècia
- 68 - Verona
- 69 - Vicenza

A partir de 1923 el govern feixista feu una reorganització del territori italià afegint-n'hi l'annexionat, sent les noves províncies: 70 (Pola), 71 (Spezia), 72 (Taranto), 73 (Trento), 74 (Trieste), 75 (Zara). I el 1924 s'afegí la número 76 (Fiume).

### 1927-1976
Durant aquest període les plaques són negres amb els caràcters en blanc. S'utilitza un sistema format per dues lletres com a codi provincial seguit de sis xifres (per exemple, AB 123456) a excepció de la capital Roma que porta el nom complet. Les mides de la placa posterior són de 275mm × 200 mm (des de 1951), mentre que la placa davantera fa 570 mm x 262 mm. Tingueu en compte que les plaques del darrere d'una sola línia (similars als utilitzats per altres països europeus) no s'utilitzen fins al 1976. Des del 1963 es fabriquen en plàstic.

### 1976-1985
Canvia el disseny de les plaques del darrere, conserven el fons negre i els caràcters blancs, però el codi provincial canvia a color taronja. També s'afegeix una lletra davant la combinació de xifres, en les províncies on s'ha esgotat la numeració de sis xifres (per exemple, ROMA A12345). Les plaques davanteres es mantenen sense canvis. Com a curiositat cal esmentar que la placa posterior està formada per dues peces, una on consta el codi i l'altra amb la combinació de xifres i lletres, això ve motivat pel fet de poder allargar o escursar la matrícula per adaptar-les a l'espai disponible als vehicles.

### 1985-1994
Entre 1985 i 1994 es manté el sistema alfanumèric però es tornen a fabricar en metall, perquè el plàstic és menys resistent a les inclemències i es deforma amb facilitat, amb caràcters negres sobre fons blanc reflectant. La placa frontal, que des de 1934 havia estat molt petita, és més gran, encara que no en la mateixa mida que la posterior, com és el cas en la majoria de països europeus, i el codi provincial, que en les antigues plaques davanteres anava darrere la combinació, ara el precedeix com en la placa posterior. La mida de les plaques posteriors romanen sense canvis així com continuen fabricant-se en dues peces.

### 1994-1999
Durant aquest període el disseny es manté pràcticament sense canvis, s'utilitza el metall i els caràcters continuen sent negres sobre fons blanc, així com la placa posterior de nou torna a estar formada per una sola peça. Però el sistema de numeració canvia totalment, aquest està format per set caràcters alfanumèrics, dues lletres, tres xifres i dues lletres més (per exemple, AB 123 CD) i desapareix el codi que indica la província. Es tracta d'un sistema aleatori on l'ordre és assignat primer a les tres xifres i després a les quatre lletres, de manera que a la combinació AA998AA la seguiria la AA999AA i a continuació la AA000AB.
A partir del 1999 s'introdueix la franja blava de la dreta per incloure les inicials de la província i l'any de matriculació del vehicle.